# A&W

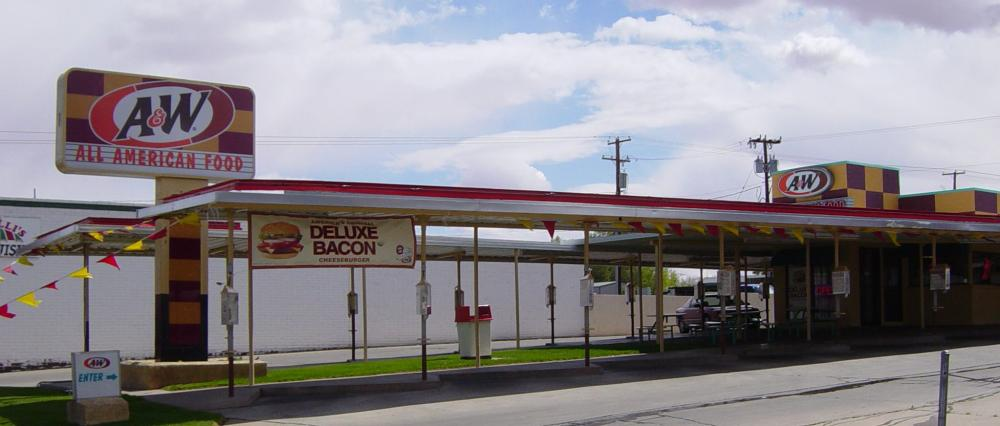
En amerikansk A&W, Arizona

A&W Restaurants, Inc. är en kedja av snabbmatsrestauranger och bryggeri från USA, men som även finns i många andra länder. Namnet A&W står för initialerna hos grundarna Roy Allen och Frank Wright. De tillverkar läskedryck som root beer och cream soda.